# 阿氏異吻象鼻魚
阿氏異吻象鼻魚，為輻鰭魚綱骨舌魚目象鼻魚科的其中一種。分布於非洲尼日河下游流域，棲息於水底，具有發電器官，用來偵測獵物，背鰭軟條34至39枚；臀鰭軟條32至36枚，體長可達40公分。